# چرخین
چرخین (به ازبکی: Charxin) یک منطقهٔ مسکونی در ازبکستان است که در شهرستان پست‌درغام واقع شده‌است. چرخین ۱۳٬۳۰۰ نفر جمعیت دارد.